# Morning Glory (film, 1933)
A Morning Glory 1933-ban bemutatott amerikai filmdráma Lowell Sherman rendezésében. A film egy lelkes, de egyben naiv leendő színpadi színésznő útját követi nyomon a sztárrá válásig. Katharine Hepburn alakításával elnyerte a legjobb női főszereplőnek járó Oscar-díjat.

## Történet
Eva Lovelace (Katharine Hepburn) egy kisvárosi színház színésze azt reméli, hogy fényes karriert futhat be a New York-i Broadwayen. Elmegy egy meghallgatásra a híres színházi producer Louis Eastonhoz (Adolphe Menjou) azzal a szándékkal, hogy szerepet kap a következő darabjában. A meghallgatáson számos más színésznő is jelen van, és őket válogatják be, mert sokkal több színpadi tapasztalatuk van. Eva viszont találkozik Robert Harley Hedges (C. Aubrey Smith) színházi oktatóval, aki a pártfogásába veszi.
Később találkozik az iránta gyengéd érzelmeket tápláló színdarabíróval, Joseph Sheridannel (Douglas Fairbanks Jr.), aki felajánl neki egy kisebb szerepet a soron következő Broadway darabjában. Az előadás előtt a színdarab főszereplője, a szőke színházi sztár Rita Vernon (Mary Duncan) anyagi természetű vitába keveredik Eastonnal. Amikor Easton nem teljesíti túlzott követeléseit Vernon elviharzik, és a darab főszereplő nélkül marad. Kétségbeesetten igyekeznek megtalálni a helyettesét, végül a választás Eva Lovelacere esik, aki hatalmas sikert ér el alakításával, ami meghozza számára a várva várt áttörést.

## Szereposztás
| Színész               | Karakter             |
| --------------------- | -------------------- |
| Katharine Hepburn     | Eva Lovelace         |
| Douglas Fairbanks Jr. | Joseph Sheridan      |
| Adolphe Menjou        | Louis Easton         |
| C. Aubrey Smith       | Robert Harley Hedges |
| Richard Carle         | Henry Lawrence       |
| Don Alvarado          | Pepi Velez           |
| Tyler Brooke          | Charlie Van Duesen   |
| Geneva Mitchell       | Gwendoline Hall      |
| Mary Duncan           | Rita Vernon          |
| Fred Santley          | Will Seymour         |
| Helen Ware            | Nellie Navarre       |
| Robert Adair          | Roberts              |
| Mildred Washington    | Emma                 |

## Rádiós adaptációk
1942 októberében a Lux Rádiószínház feldolgozta a történetet, Judy Garland kapta Eva Lovelace szerepét, Louis Eastonként pedig a filmből ismerős Adolphe Menjou volt hallható. Négy évvel később egy újabb adaptáció született, ezúttal Elizabeth Taylorral a főszerepben.

## Fordítás
Ez a szócikk részben vagy egészben  a   Morning_Glory (1933 film) című angol Wikipédia-szócikk fordításán alapul.  Az eredeti cikk szerkesztőit annak laptörténete sorolja fel. Ez a jelzés csupán a megfogalmazás eredetét és a szerzői jogokat jelzi, nem szolgál a cikkben szereplő információk forrásmegjelöléseként.